# Magnesiocanutita
La magnesiocanutita és un mineral de la classe dels fosfats, que pertany al grup de l'alluaudita. Rep el nom per ser l'anàleg MnMg2 de la canutita.

## Característiques
La magnesiocanutita és un arsenat de fórmula química NaMnMg₂[AsO₄]₂[AsO₂(OH)₂]. Va ser aprovada com a espècie vàlida per l'Associació Mineralògica Internacional l'any 2016, i la primera publicació data del 2017. Cristal·litza en el sistema monoclínic. La seva duresa a l'escala de Mohs és 2,5.
L'exemplar que va servir per a determinar l'espècie, el que es coneix com a material tipus, es troba conservat a les col·leccions mineralògiques del Museu d'Història Natural del Comtat de Los Angeles, a Los Angeles (Califòrnia) amb el número de catàleg 66273 per l'holotip, i 66274 pel cotip.

## Formació i jaciments
Va ser descoberta a la mina Torrecillas, a la localitat de Salar Grande, dins la província d'Iquique (regió de Tarapacá, Xile). Es tracta de l'únic indret de tot el planeta on ha estat descrita aquesta espècie mineral.